# Pablo Íñiguez
Pablo Íñiguez de Heredia Larraz (Burgos, 20 januari 1994) is een Spaans voetballer die bij voorkeur als verdediger speelt. Hij stroomde in 2011 door vanuit de jeugd van Villarreal CF.

## Clubcarrière
Íñiguez sloot zich op negenjarige leeftijd aan bij Villarreal CF. Op 19 november 2011 zat hij op de bank tegen Real Betis. Ook in de UEFA Champions League zat hij eenmaal op de bank tegen Bayern München. Op 14 januari 2012 debuteerde hij voor Villarreal B, tegen Cartagena. Op 2 december 2012 debuteerde hij in het eerste elftal, tegen Elche CF.
1 Cárdenas ·
2 Rațiu ·
3 Chavarría ·
4 Díaz ·
5 Aridane ·
6 Ciss ·
7 Isi ·
8 Trejo  ·
9 De Tomás ·
10 James ·
11 Nteka ·
12 Guardiola ·
13 Batalla ·
14 Camello ·
15 Gumbau ·
16 Mumin ·
17 U. López ·
18 Á. García ·
19 de Frutos ·
20 Balliu ·
21 Embarba ·
22 Espino ·
23 Valentín ·
24 Lejeune ·
25 Montiel ·
27 Pelayo ·
29 Méndez ·
Coach: Pérez
· Assistent-coach: Adrián